# 2637 Bobrovnikoff
2637 Bobrovnikoff eller A919 SB är en asteroid i huvudbältet, som upptäcktes 22 september 1919 av den tyske astronomen Karl Wilhelm Reinmuth i Heidelberg. Den har fått sitt namn efter den rysk-amerikanske astronomen Nicholas Theodore Bobrovnikoff.
Asteroiden har en diameter på ungefär 6 kilometer.